# Pseudonigrita cabanisi
El tejedor social de Cabanis (Pseudonigrita cabanisi) es una especie de ave paseriforme de la familia Ploceidae. Está ampliamente distribuido en África, encontrándose en matorrales espinosos desde Etiopía hasta el suroeste de Somalia, Kenia y noreste de Tanzania. No se reconocen subespecies.